# Вулиця Михайла Чалого (Київ)
Ву́лиця Миха́йла Ча́лого — вулиця у Святошинському районі міста Києва. Пролягає від Берестейського шосе до кінця забудови (вулиця Максимовича).
Прилучаються вулиці Сулимівська та Костянтина Герасименка.

## Історія
Вулиця виникла в першій третині XX століття, мала назву Катеринівська (3-тя Поперечна). Сучасна назва на честь українського педагога Михайла Чалого — з 1961 року.